# Metagonia serena
Metagonia serena là một loài nhện trong họ Pholcidae. Loài này được phát hiện ở México.